# 폴 윈첼
폴 윈첼(영어: Paul Winchell, 1922년 12월 21일 ~ 2005년 6월 24일)는 미국의 배우이다. 만화 영화 스머프에서 가가멜의 목소리를 맡았으며, 곰돌이 푸에서 티거의 목소리를 맡았다. 윈첼은 또한 의료 수련을 받았으며, 이식 가능한 인공 심장을 개발하고 특허권을 따낸 최초의 인물이기도 하다.
2005년 6월 24일 노환으로 세상을 떠났다.

## 출연 작품

### 텔레비전
- 비버리 힐빌리즈 (1962)